# Neveudden
Neveudden (estniska: Toomanina) är en udde i landskapet Läänemaa i nordvästra Estland, 70 km väster om huvudstaden Tallinn. Den ligger i den del av Lääne-Nigula kommun som före kommunreformen 2017 tillhörde Neve kommun. 
Runt Neveudden är det mycket glesbefolkat, med 3 invånare per kvadratkilometer. Udden ligger vid Strandbyn och närmsta samhälle är Neve, 3 km söder om Neveudden. Mellan Neveudden och den österut liggande Korsnäsudden (Ristna nina) ligger Keipviken (Keibu laht).